# Кондор Олег Романович
Оле́г Роман́ович Ко́ндор — старший лейтенант Збройних сил України, учасник російсько-української війни, що загинув у ході російського вторгнення в Україну у 2022 році. Загинув у березні 2022.

## Нагороди
- орден «Богдана Хмельницького» ІІІ ступеня (2022, посмертно) — за особисту мужність і самовіддані дії, виявлені у захисті державного суверенітету та територіальної цілісності України, вірність військовій присязі.[1]